# سعد عبد الله إدريس
سعد عبد الله إدريس سلام عطار (ولد في 7 سبتمبر 2003 في المنامة، البحرين) لاعب كرة قدم بحريني يجيد اللعب في مركز المهاجم. يلعب حاليا لصالح الرفاع الشرقي البحريني منذ 2021.